# Marquard (Patriziergeschlecht)

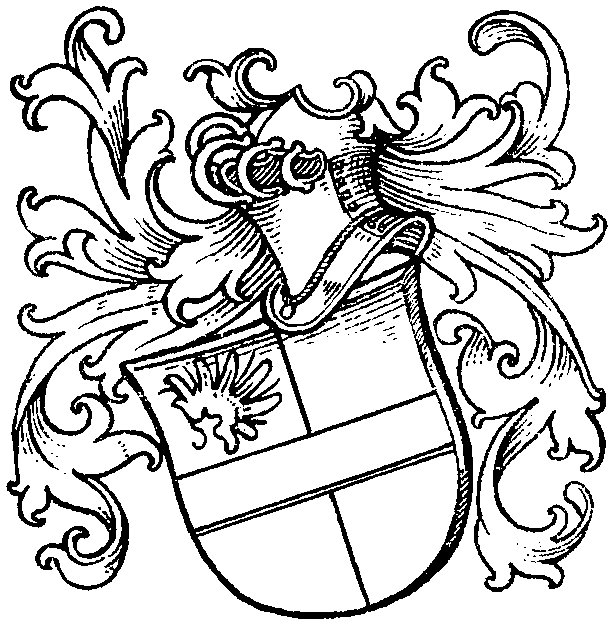
Wappen derer von dem Lo im Wappenbuch des Westfälischen Adels

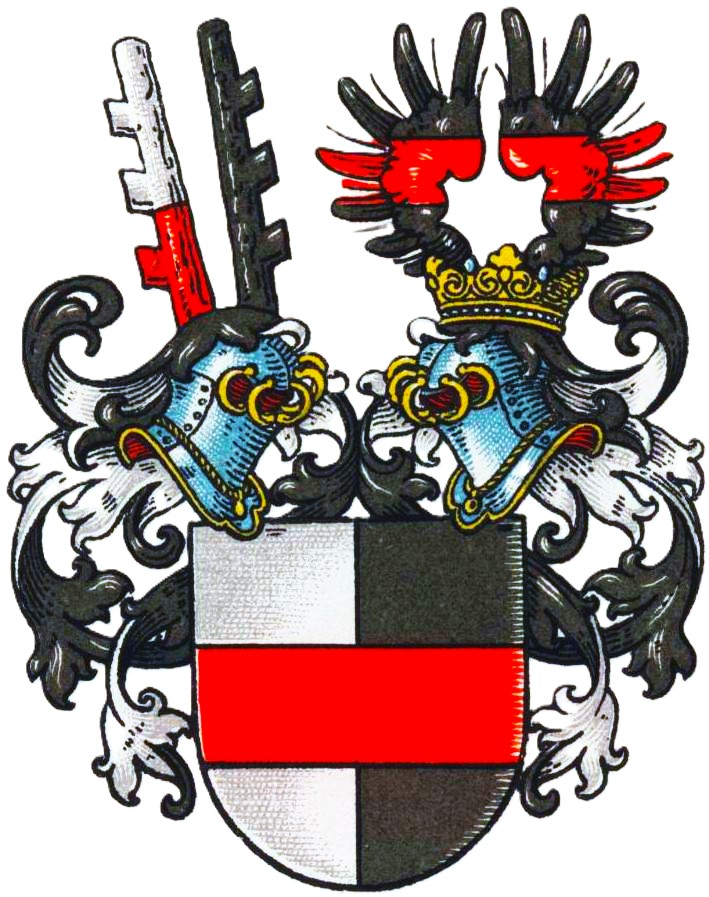
Wappen der Marquard im Wappenbuch des Westfälischen Adels

Marquard (ursprünglich auch von dem Lo, vom Lo o. ä.) ist der Name eines westfälischen Patriziergeschlechts.

## Geschichte
Bei dem Geschlecht handelt es sich um Patrizier der Hansestadt Soest. Für 1231 belegt sind Moradus de Lo (Morad von Lo; benannt nach dem Hof Lo bei Sassendorf) und Moradus sein Sohn, judices (Richter) zu Sassendorf. Sie sind als Zeugen genannt in der Urkunde, in der Burchard, Abt von Liesborn, die Beilegung eines Streits wegen der Salinen zu Sassendorf bekundet. In Soest erscheint 1272 Marcwordus de Loe als Angehöriger der bürgerlichen Ministerialität des Kölner Erzbischofs.
In einer Urkunde, ausgestellt am 23. April 1305 in Soest, bezeugte Marquard von Lo zusammen mit Konrad von Meninchusen, dass die Söhne des verstorbenen Ritters Heinrich Wolf (von Lüdinghausen) Güter zu Hoynge, welche Israhel von Neyhem zu Lehen trug, der Kirche zu Arnsberg übertragen. Marquard von dem Lo ist auch für 1306 und 1322 urkundlich belegt. Unbekannt ist, ob er auch mit dem ridder her Marquard van deme Lo identisch ist, der in der Urkunde vom 11. August 1307 zu Artlenburg genannt ist, in der es darum geht, dass Otto, Herzog von Braunschweig und Lüneburg, und Heinrich, Fürst von Mecklenburg, ihre Kinder verloben, nämlich des Herzogs Sohn Otto mit des Fürsten Tochter Mechthild von Mecklenburg. Bereits am 12. April 1299 (Palmsonntag) bezeugte zwei Urkunden dieses Datums der beiden Fürsten von Mecklenburg, Heinrich des Älteren und Heinrich des Jüngeren, Marquard vamme Lo / Marquardus de Lo unter anderen rittere, vnde andere mere geloffsame vnde louenwerdige lude / milites et consiliarii nostri fideles, et quam plures homines alii fide digni.
Um die Mitte des 14. Jahrhunderts zweigten sich die Marquard von der bedeutenden Familie vom Lo ab und nahmen den neuen patronymisch gebildeten Familiennamen an. Erste Vertreter des Namens Marquard als Familienname wurden ab 1331 in den Bürgerbüchern verzeichnet. Als Ratsmitglied erscheint als Erster Johann Marquard im letzten Viertel des 14. Jahrhunderts. Auf ihn folgten im 15. Jahrhundert im Soester Rat viele seiner Nachkommen. 1455 erhielten sie als einzige Familie des Soester Patriziats einen kaiserlichen Wappenbesserungsbrief. 1478 verkaufte die Stadt Soest ihr Salzhaus zu Sassendorf an Johann Marquard, dessen Geschlecht schon 1424 als Besitzer von Salinenanteilen urkundlich genannt wird.
Bis Ende des 15. Jahrhunderts lassen sich die Marquard weiter als Patrizier ansprechen. Im 16. Jahrhundert schieden sie aufgrund ihres wirtschaftlichen und sozialen Abstiegs aus dem Patriziat aus, auch wenn Teile der drei Familienlinien es zwischenzeitlich wieder zu größerem Wohlstand brachten. Als Dauermitglieder der Stalgadum-Gesellschaft zählten sie jedenfalls zu den Soester Honoratioren.
Die Zugehörigkeit von Marquard vam Lo, der 1485 in den Rat der Hansestadt Hamburg gewählt, 1507 Hamburger Bürgermeister wurde und 1519 starb, ist nicht sicher; zumal er zwei Flügel im Wappenschild führte. Er ist für die Jahre 1507–1513 und 1516–1518 als Patron des Stifts St. Georgii bei Hamburg belegt.

## Persönlichkeiten
- Bertram vom Lo, Soester Bürgermeister 1358–1360 und 1362–1363
- Hermann vom Lo, Soester Bürgermeister 1396–1398 und 1400–1401
- Johann vom Lo, Soester Bürgermeister 1398–1400, 1407–1408, 1413–1414, 1422–1424
- Georg Marquard († 1671), Soester Bürgermeister 1668–1670
- Detmar Marquard (* um 1700), Soester Bürgermeister 1747–1749
- Johann Wilhelm Marquard (* 1714; † vor Juli 1783), Soester Stadtdirektor und Erster Bürgermeister;[16] Urgroßvater des Wilhelm Holle (* 1821; † 1909)
  - Ludolf Dietrich Marquard (* 1745 in Soest; † 1814 in Berlin), preußischer Kriegs- und Domänenrat;[17] Geheimer Rat[18] und Direktor der königlich preußischen Ober-Rechnungskammer;[19] Sohn Johann Wilhelm Marquards; 1810 von Friedrich Wilhelm III. urkundlich „von Marquardt“ genannt[20]

## Wappen
- Blasonierung des Wappens derer von dem Lo: Gespalten mit einem Querbalken überzogen. Im rechten Oberwinkel ein Flügel. Tingierung und Helmzier sind nicht überliefert.[21]
- Blasonierung des Wappens der Marquard: Von Silber und Schwarz gespalten, das Ganze mit einem roten Balken überzogen. Zwei Helme mit schwarz-silbernen Helmdecken: I. zwei gestümmelte Baumstämme nach außen mit drei gestümmelten Ästen, der rechte Silber über Rot geteilt, der linke Stamm in Schwarz; II. gekrönt, ein offener schwarzer Flug, jeder Flügel mit einem roten Balken belegt.[1] Der Helm mit den getümmelten Ästen als Helmzier war 1455 im Wappenbrief der ursprüngliche Helm. Dazu kam der gekrönte Helm mit dem Flug, als Wappenbesserung.[10]